# Indigofera subulifera
Indigofera subulifera är en ärtväxtart som beskrevs av John Gilbert Baker. Indigofera subulifera ingår i släktet indigosläktet, och familjen ärtväxter. Inga underarter finns listade i Catalogue of Life.